# Перанакан
Перанакан (также Баба-Нёня, кит. 峇峇娘惹) — термин, используемый по отношению к потомкам китайских иммигрантов XV—XVII веков на территории полуострова Малакка и Зондского архипелага. На сегодняшний день эта волна китайской миграции довольно сильно ассимилирована среди местного населения.
Большинство перанакан в определённой степени сохранили древнюю культуру своего народа, однако утеряли способность говорить на китайских языках. Так как большинство мигрантов были мужчинами, межэтнические браки с местными женщинами были обычным и довольно распространённым делом. Таким образом, многие перанакан являются китайцами лишь в какой-то степени, зачастую при преобладании малайско-индонезийской крови они практически неотличимы от местного населения. Однако перанаканы обычно не исповедовали ислам, что препятствовало их полноценной ассимиляции среди местного населения. В XX веке перанаканы в основном растворились среди новых волн китайской иммиграции.

## Терминология
Малайское и индонезийское слово Peranakan означает «потомок» без уточнения конкретной этнической группы. Иногда паранакан также называют «китайцы пролива» из-за большой концентрации вдоль Малаккского пролива. Название баба-нёня произошло от персидского слова «баба» (почтительное обращение к старшим мужчинам), а также слова «нёня», которое вероятно является неправильно произнесённым итальянским словом Nona (бабушка), либо португальским словом Dona (обращение к замужней женщине). Обращение нёня было довольно популярным в Индонезии по отношению ко всем иностранным женщинам, в том числе и китаянкам.

## Происхождение и языки
Большинство перанакан происходят из юго-восточной части Китая. Язык паранакан, баба-малай — это креольский язык на основе малайского, содержащий множество китайских, главным образом миньских, слов. Однако этот язык вымирает и используется сегодня только людьми старшего поколения. Молодое поколение предпочитает использовать английский, а также местные языки в зависимости от региона проживания: малайский, индонезийский, яванский, сунданский. В последнее время серьёзно возрос интерес к китайским языкам, главным образом к путунхуа.

## Культура и современное положение
В разные времена и по разным причинам перанакан активно мигрировали внутри региона Нусантара, между Индонезией, Малайзией и Сингапуром. Это привело к большей однородности этой группы населения. Культура перанакан теряет свои позиции и свою популярность. В связи с политическими мотивами стран, перанакан Малайзии и Сингапура всё больше приближаются по культуре к китайцам на материке. В то же время перанакан Индонезии в связи с долгим запретом на китайский язык и гонениями на китайцев во
времена правления Сухарто всё больше теряют свою родную культуру.
Миграции в соседние страны привели к возникновению небольших перанаканских общин во Вьетнаме и Австралии.